# میکی ساکای
 میکی ساکای (انگلیسی: Miki Sakai؛ زادهٔ ۲۱ فوریهٔ ۱۹۷۸) خواننده و هنرپیشهٔ اهل ژاپن است.